# 拜占庭亚美尼亚
拜占庭亚美尼亚，有时也称作西亞美尼亞，是对亞美尼亞王國被并入拜占庭帝国部分的称呼。其范围随时间变化，取决于拜占庭对亚美尼亚的控制程度。
拜占庭与萨珊帝国先后于387年和428年瓜分亚美尼亚，西亚美尼亚由拜占庭帝国统治，东亚美尼亚则归于萨珊王朝。即便是在亚美尼亚巴格拉提德王朝建立之后，亚美尼亚一些历史悠久的地区或亚美尼亚人居住的地区仍处于拜占庭统治之下。
亚美尼亚人在451年的迦克墩公會議没有代表出席，因为他们正在武装反叛萨珊人。因此，亚美尼亚与拜占庭基督教在神学上出现了一些偏差。
无论如何，许多亚美尼亚人都在拜占庭帝国有所成就。多位拜占庭皇帝出自亚美尼亚，或是多少拥有亚美尼亚人的血统，尽管他们在文化上属于希腊。最好的例子就是希拉克略，其父亲来自于亚美尼亚，母亲来自卡帕多细亚。这位皇帝开创了希拉克略王朝（610年−717年）。巴西尔一世亦是创立了新王朝的亚美尼亚人皇帝，他开创了马其顿王朝。其他的优秀皇帝如羅曼努斯一世、约翰一世、尼基弗鲁斯二世亦是亚美尼亚人血统。

## 拜占庭军队中的亚美尼亚人
亚美尼亚士兵组成的部队为拜占庭军事做出了颇多贡献。拜占庭帝国不断受到威胁，因此需要一支优秀的军队。这支军队规模相对较小，从未超过15万人。其被派往帝国的不同地区，参加了最激烈的战斗，但是参战人数未曾超出20,000或30,000人。自5世纪起，亚美尼亚人被视为拜占庭军队的主要组成部分。根据普罗柯比所说，皇帝的宫廷侍卫“选拔自最勇敢的亚美尼亚人”。
拜占庭帝国的亚美尼亚士兵也在之后的数个世纪中在文献中被提及，尤其是9至10世纪，这可能是亚美尼亚人参与拜占庭军队最为深入的时期。一些拜占庭、阿拉伯史历史学家一致承认亚美尼亚士兵的重要性，如夏尔·迪尔写道：”亚美尼亚人部队，尤其是这一时期，数量众多且训练有素。”另一位拜占庭史历史学家也称赞亚美尼亚步兵在拜占庭皇帝尼基弗鲁斯·福卡斯和约翰一世的胜利中起到了决定性作用。
当时亚美尼亚人在拜占庭军队中与北欧人并肩作战。南森（Nansen）曾讨论过亚美尼亚山区居民与北欧人的最初会面，他记录道：“正是亚美尼亚人与我们的斯堪的纳维亚先祖门一起组成了拜占庭的突击部队。”此外，巴塞尔（Bussel）强调了亚美尼亚封建领主与北欧勇士在思想以及精神方面的相似之处。他声称这两个群体都对政府和公权力意识匮乏，与此同时又都在对实现个人差异的兴趣以及对主人和领袖忠诚上一致。

## 拜占庭帝国的亚美尼亚人皇帝
塞奥多西一世的两个儿子将帝国划分后不久，拜占庭宫廷中的外国元素就占据了优势地位。东部帝国的首都靠近亚美尼亚，将大量亚美尼亚人吸引到了博斯普鲁斯海峡沿岸，三个世纪以来，他们在东帝国的历史中发挥了杰出的作用。
亚美尼亚人在拜占庭历史中所扮演的重要角色通常未被认知到，但是有多位拜占庭皇帝出自亚美尼亚，或是混合有亚美尼亚人的血统，例如伊拉克略、巴西尔一世、羅曼努斯一世、约翰一世、尼基弗鲁斯二世等。

## 593年塞奥多西堡公会议

591年战争结束后拜占庭与波斯在亚美尼亚的边界

在旷日持久的拜占庭-波斯战争结束后，拜占庭帝国的直接统治扩展到了整个西亚美尼亚。为了加强对新吞并领土的政治控制，皇帝莫里斯决定支持当地教会的亲迦克敦教派派系。593年，西亚美尼亚主教的地区性公会议在塞奥多西堡召开，并宣布完全忠于迦克敦派教义。公会议选举巴加兰的约翰为新的亚美尼亚迦克敦教派教长。

### 脚注
1. ↑  Rivoira, Giovanni Teresio. . Oxford University Press. 1918: 188.
2. ↑  . Boston: Hairenik Association（英语：Hairenik Association）. 1950: 25.
3. ↑  Baumstark, Anton. . Collegeville, Minnesota: Liturgical Press. 2011: 102. ISBN 9780814660966.
4. ↑  .   [2020-02-17]. （原始内容存档于2011-08-28）.
5. ↑  C. Diehl, The Cambridge Medieval History, vol. IV; See also Schlumberger, Un Emperor byzantin au X siecle, Paris, 1890, p. 83 and 350
6. ↑  F. W. Bussel, Essays on the Constitutional History of the Roman Empire, London, 1910, vol. II, p. 234
7. ↑  F. Nansen, Gjennem Armenia, Oslo, 1927, p. 21; See also Pawlikowski-Cholwa, Heer und Völkerschicksal, München, 1936, p. 117
8. ↑  F. W. Bussel, Essays on the Constitutional History of the Roman Empire, London, 1910, vol. II, p. 448
9. ↑  Vahan Kurkjian（英语：Vahan Kurkjian） - Armenians Outside of Armenia
10. ↑  P. Charanis, "Ethnic Changes in the Byzantine Empire in the Seventh Century," (1959)
11. ↑  Meyendorff 1989，第108-109, 284, 343頁.

### 书籍
- Meyendorff, John. . The Church in history 2. Crestwood, NY: St. Vladimir's Seminary Press. 1989  [2020-02-17]. （原始内容存档于2019-05-14）.
- Ostrogorsky, George. . Oxford: Basil Blackwell. 1956  [2020-02-17]. （原始内容存档于2020-07-25）.
- Byzantium and the early Islamic conquests By Walter E. Kaegi